# Закржевский, Ян
Ян Закрже́вский (пол. Jan Zakrzewski; ум. 1847, Вильно) — польско-литовский историк и литератор.
Окончил Виленский университет со степенью кандидата философии. В течение многих лет преподавал в разных школах, а под конец жизни состоял старшим преподавателем в гимназии в Вильне.
Занимаясь преимущественно польской литературой, Закржевский издал несколько литературных хрестоматий для школ и молодёжи («Wypisy роlskie w różnych gatunkach роеzyi z сеlniejszych роеtów dlа użytku młodziezy zebrane i ułożone», Вильна, 1831 г.; «Wypisy polskie dla użytku szkół Królestwa Polskiego na klassę I, II и III», 3 тома, Варшава 1834—1845 гг.; «Wypisу dla рłсi żeńskiej, zavierające wszystkie gatunki ргоzу i роеzyi», 3 тома. Вильна, 1835—1836 гг.). Он же подготовил вышедшее уже после его смерти в 1848 г. под названием «Воспоминания из истории России и Польши XVI и XVII веков» (пол. Pamiętniki do historyi Rossyi i Polski wieku XVI i XVII) издание дневников Самуэля Маскевича — ценного исторического документа, охватывающего 1594—1621 гг. и относящегося в том числе к российско-польским отношениям, поскольку Маскевич состоял в польской армии, находившейся в России в 1609—1612 гг. В рукописях остались после Закржевского уже приготовленные к печати четыре тома польской литературы (с начала книгопечатания до 1825 г.) в образцах и с биографиями писателей, а также обширный материал для истории наук в Польше.